# David Schurmann
David Schurmann (Florianópolis, 13 de abril de 1974) é um cineasta, roteirista e produtor brasileiro. Integrante da Família Schurmann, pioneira em expedições marítimas ao redor do mundo, David cresceu a bordo de veleiros, explorando diferentes culturas e adquirindo uma visão única que influenciaria sua carreira no cinema. É conhecido por dirigir e produzir filmes e documentários de sucesso, como Pequeno Segredo (2016), longa brasileiro selecionado para representar o Brasil no Oscar.

## Biografia
David Schurmann começou a filmar aos 13 anos, durante a primeira circunavegação da Família Schurmann .
Ele estudou cinema e televisão na Nova Zelândia, completando seus estudos nos Estados Unidos . Desde então, ele trabalhou como diretor e produtor de longas-metragens, programas de televisão e documentários.

## Carreira
Como cineasta, ele filmou ao redor do mundo, mais notavelmente durante a Magellan Global Adventure (1997–2000).
Em 2007, Schurmann lançou seu primeiro longa-metragem, O Mundo em Duas Voltas, documentário que ganhou dois prêmios no Festival de Cinema do Recife (Cine PE), nas categorias Melhor Filme e Melhor Edição de Som. Em 2011, ele lançou Missing, um falso documentário de suspense/terror.
Entre 2009 e 2012, produziu e dirigiu o documentário e a série U-513: Em Busca do Lobo Solitário, sobre a grande busca e descoberta do submarino alemão U-513 afundado na costa do sul do Brasil.
Schurmann dirigiu e produziu o longa-metragem Pequeno Segredo, baseado na história de Katherine Schurmann, sua irmã adotiva. O filme foi escolhido como a inscrição brasileira para o Oscar de Melhor Longa-Metragem Internacional em 2017.
Em 2017, David dirigiu e produziu, a série Orient Expedition para a National Geographic.
Em 2017, Schurmann e sua família fundaram a Voice of the Oceans e a lançaram oficialmente em 29 de agosto de 2021, após quatro anos de desenvolvimento. A iniciativa global para combater a poluição plástica nos oceanos inclui uma expedição náutica, um projeto científico, um programa de inovação aberta e um projeto educacional. Com o apoio global do Programa das Nações Unidas para o Meio Ambiente (PNUMA).
Em 2022, dirigiu My Penguin Friend, estrelado por Jean Reno e Adriana Barraza, com fotografia de Anthony Dod Mantle e design de produção de Mercedes Alfonsin. 

## Filmografia

### Filmes Ficção
| Ano  | Título            | Notas                                                                    |
| ---- | ----------------- | ------------------------------------------------------------------------ |
| 2011 | Desaparecidos     |                                                                          |
| 2016 | Pequeno Segredo   | Inscrição brasileira para o Oscar de Melhor Longa-Metragem Internacional |
| 2024 | Meu amigo pinguim |                                                                          |

### Filmes Documentários
| Ano  | Título                            |
| ---- | --------------------------------- |
| 1995 | Em Busca Do Sonho                 |
| 2007 | O Mundo em Duas Voltas            |
| 2021 | U-513: Em Busca do Lobo Solitário |

### Documentário da série
| Ano       | Título                    | Rede                |
| --------- | ------------------------- | ------------------- |
| 1996      | Get Real                  |                     |
| 1996-2005 | Magellan Global Adventure |                     |
| 2017      | Expedição Oriente         | National Geographic |
| 2022      | Voz dos Oceanos           | Canal Off           |

## Livros selecionados
- Da Inspiração à Tela - a jornada de um filme - não ficção, livro de cinema 2020.
- Ao Vento - livro de não ficção 2009.

## Links externos
- David Schurmann. no IMDb.
- Voice of the Oceans initiative website
- U-513 film website
- Schurmann Family Official Webpage
- Production company website